# Johannes Edfelt

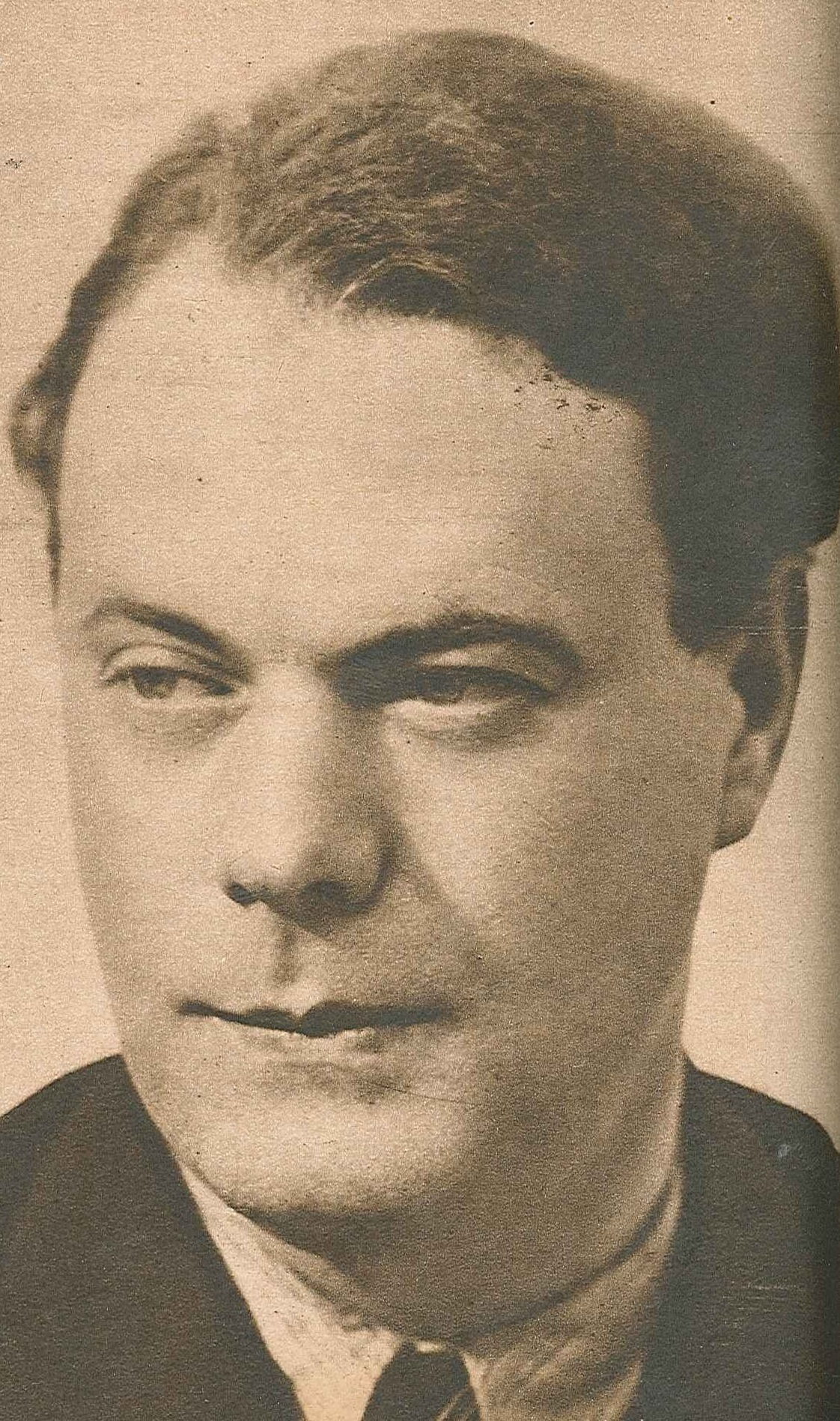
Johannes Edfelt

Johannes Edfelt (Kyrkefalla, 21 dicembre 1904 – Stoccolma, 27 agosto 1997) è stato un poeta e critico letterario svedese.

## Opere
Edfelt raccoglie nelle liriche giovanili le angosce e le incertezze spirituali del periodo tra le due guerre, raggiungendo il punto culminante nelle raccolte Högsmassa (Messa solenne, 1934), I denna natt (Questa notte, 1936) e ancora in Järnålder (Età del ferro, 1937), contro il nazionalsocialismo tedesco, fino ai toni più cupi di Elden och Klyftan (Il fuoco e l'abisso, 1943). Permeate di dolore personale e universale, di suggestioni bibliche e classiche sono le raccolte successive: Bråddjupt eko (Eco abissale, 1947), Hemliga slagfält (Campi di battahglia segreti, 1952), Under Saturnus (Sotto Saturno, 1956), Insyn (Introspezione, 1962), Ådernät (Intreccio di vene, 1968), Cyklonens öga (L'occhio del ciclone, 1971), Brev från en ateljé (Lettera da un atelier, 1976). Raffinatezza formale mostrano le raccolte Dagar och nätter (Giorni e notti, 1983), in Ekolodning (Ecoscandaglio, 1986) e Spelrum (Campo libero, 1990).